# Finnische Basketballnationalmannschaft
Die finnische Basketballnationalmannschaft repräsentiert Finnland bei Basketball-Länderspielen der Herren.
Ihre erfolgreichste Phase hatte sie während der 1960er Jahre, als sie sich zum bislang einzigen Mal auf sportlichem Weg für die Olympischen Spiele qualifizieren konnte und mit dem 6. Platz bei der in Helsinki ausgetragenen Europameisterschaft 1967 ihr bestes EM-Ergebnis erreichte. Zu den bedeutendsten Spielern dieser Zeit zählten Timo Lampén, die Brüder Kari und Martti Liimo, sowie Jorma Pilkevaara. Für die damalige Zeit ungewöhnlich war die über den damaligen Assistenz- und späteren Cheftrainer Robert Petersen entstandene Verbindung des finnischen Basketballs zur Brigham Young University, durch die mehrere finnische Spieler für einige Zeit in der College-Liga NCAA spielten.
Zu Beginn der 2010er Jahre begann eine weitere relativ erfolgreiche Phase für die Nationalmannschaft, mit bislang vier Zwischenrunden- bzw. Achtelfinal-Teilnahmen bei Europameisterschaften. 2014 nahm sie erstmals in ihrer Geschichte an einer Weltmeisterschaft teil. Unter Trainer Henrik Dettmann gehörten 2014 mit Hanno Möttölä und Erik Murphy zwei ehemalige NBA-Profis zum finnischen Kader.

## Abschneiden bei internationalen Wettbewerben

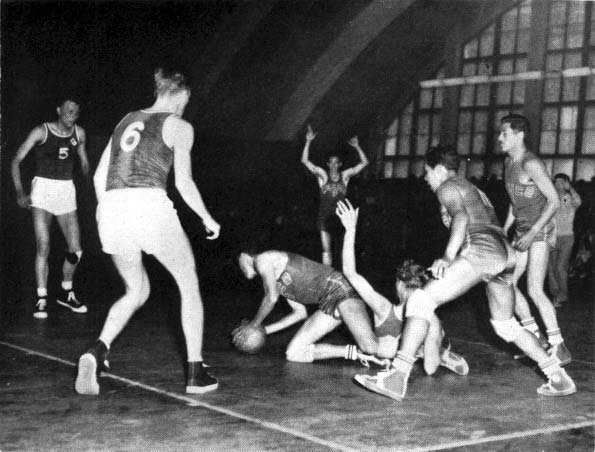
Finnland gegen Mexiko bei den Olympischen Spielen 1952

### Weltmeisterschaften
| - 1950 bis 2010 – nicht qualifiziert - 2014 – 22. Platz - 2019 – nicht qualifiziert - 2023 – 21. Platz |

### Olympische Spiele
| - 1952 – 13. Platz - 1956 – nicht teilgenommen - 1960 – nicht teilgenommen - 1964 – 11. Platz - 1968 bis 2020 – nicht qualifiziert |

### Europameisterschaften
| - 1939 – 8. Platz - 1951 – 9. Platz - 1953 – 12. Platz - 1955 – 10. Platz | - 1957 – 11. Platz - 1959 – 13. Platz - 1961 – 14. Platz - 1963 – 14. Platz | - 1965 – 12. Platz - 1967 – 6. Platz - 1969 bis 1975 – nicht qualifiziert - 1977 – 10. Platz | - 1979 bis 1993 – nicht qualifiziert - 1995 – 14. Platz - 1997 bis 2009 – nicht qualifiziert - 2011 – 9. Platz | - 2013 – 9. Platz - 2015 – 9. Platz - 2017 – 9. Platz - 2022 – 8. Platz |